# Tokomadji
Tokomadji este o comună din departamentul Kaédi, Regiunea Gorgol, Mauritania, cu o populație de 1.000 locuitori.